# الناها بنت الشيخ سيديا
الناها بنت هارون ولد الشيخ سيديا  (من مواليد 31 ديسمبر 1988)، إدارية وديبلوماسية ووزيرة موريتانية سابقة كانت تشغل منذ أغسطس 2020 منصب وزيرة الشؤون الاجتماعية والطفولة والأسرة الموريتانية في حكومة الوزير الأول محمد ولد بلال.

## الحياة الخاصة والأسرية
هي الناها بنت هارون ولد أحمد ولد بابَ ولد سيدي محمد ولد الشيخ سيديا، وُلدت عام 1988، وتنتمي إلى أسرة 'أهل الشيخ سيديا' المعروفة في البلاد، والتي تنحدر من مدينة بوتلميت، بولاية الترارزة (150 كلم شرق العاصمة نواكشوط). وهي أسرة معروفة في المنطقة، بوزنها الاجتماعي، ورمزيتها التاريخية كأسرة مشيخة صوفية وعلمية تقليدية. وإليها ينتسب عدة وزراء وسفراء وعلماء ونافذون في البلد. فهي حفيدة باب ولد الشيخ سيديا، الذي كانت أبيات قصيدته «كُن للإله ناصرا» النشيد الوطني الرسمي لموريتانيا منذ الاستقلال عام 1960 وحتى التغيير الجزئي للدستور الذي استبدلها عام 2017.
 وعم والدها هو سليمان ولد الشيخ سيديا، أحد المساهمين في بناء الدولة الموريتانية، وثالث رئييس للجمعية الوطنية وأول سفير للبلاد في الولايات المتحدة. بجانب عدة وزراء وسياسيين وفاعلين من نفس الأسرة.